# Gia Định Thành
Gia Định Thành (có nguồn viết không hoa chữ cuối) là một đơn vị hành chính cao hơn trấn, có nhiệm vụ cai quản các trấn ở phía Nam Việt Nam, được lập năm 1808 cho đến năm 1832, thì bị bãi bỏ .

## Lịch sử
Sơ lược quá trình cải đổi từ phủ Gia Định đến Gia Định Thành:
Tháng 2 (âm lịch) năm Mậu Dần (1698), Thống suất Nguyễn Hữu Cảnh nhận lệnh chúa Nguyễn Phúc Chu vào kinh lược xứ Đồng Nai. Sau đó, ông lập dinh Phiên Trấn, gồm phủ Gia Định và huyện Tân Bình.
Tháng 11 (âm lịch) năm Kỷ Hợi (1779), chúa Nguyễn Phúc Ánh duyệt xem bản đồ, chia toàn miền Nam lúc bấy giờ ra thành một trấn (Hà Tiên) và 4 dinh (Trấn Biên, Phiên Trấn, Trường Đồn, Long Hồ) . Tất cả các dinh trấn này đều chịu sự cai quản của phủ Gia Định .
Năm Nhâm Tuất (1802), vua Gia Long cho đổi phủ Gia Định thành trấn Gia Định, đồng thời cho các dinh cũng đổi thành các trấn, gồm: Phiên An, Biên Hòa, Định Tường, Vĩnh Thanh và Hà Tiên. Tất cả các trấn này nằm dưới sự cai quản của trấn Gia Định. Có thể coi đây là thời kỳ "Gia Định ngũ trấn".
Đến năm Mậu Thìn (1808), nhà vua này định lại bờ cõi, phân địa giới toàn lãnh thổ Việt Nam ra làm 4 dinh gồm 25 trấn, đồng thời lại chia làm hai miền Bắc Nam, gọi là Bắc Thành và Gia Định Thành để tiện việc cai quản. 
Lúc bấy giờ, trấn Gia Định được đổi thành Gia Định Thành, và cho cai quản 5 trấn, là: Phiên An, Biên Hòa, Vĩnh Thanh, Định Tường và Hà Tiên.
Theo Nguyễn Đình Đầu, sở dĩ trấn Gia Định được đổi tên là "Gia Định Thành" là vì trước đây Gia Định và Phiên An cùng gọi là "trấn", rất dễ lẫn nhau, và dễ nhầm là ngang bậc nhau. Và cũng theo nhà nghiên cứu này, mặc dù danh xưng thay đổi, song Sài Gòn (thuộc trấn Phiên An) vẫn luôn là lỵ sở của các thời kỳ: phủ Gia Định, trấn Gia Định và Gia Định Thành.
Về mặt hành chính của Gia Định Thành, đứng đầu là Tổng trấn, có hai phụ tá là Hiệp Tổng trấn và Phó Tổng trấn. Các thuộc viên khác, gồm có Trấn thủ, Cai bộ và Ký lục. Đây chính là các quan chức đại diện cho triều đình để thống quản các trấn ở phía Nam .
Tổng trấn Gia Định Thành đầu tiên là Nguyễn Văn Nhơn (hay Nhân), và vị Tổng trấn cuối cùng là Lê Văn Duyệt (lãnh chức vụ này lần 2 từ năm 1820 đến 1832).
Năm Minh Mạng thứ 13 (Nhâm Thìn, 1832), sau khi Lê Văn Duyệt từ trần, nhà vua bãi bỏ chức Tổng trấn, chia miền Nam Việt Nam ra làm 6 tỉnh là: Phiên An, Biên Hòa, Định Tường, Vĩnh Long, An Giang và Hà Tiên (gọi chung là Nam Kỳ Lục tỉnh), và không đặt một viên quan nào cai trị chung cho cả lục tỉnh nữa. Đơn vị hành chính Gia Định Thành kể như bị xóa sổ từ năm ấy (1832).

## Sách tham khảo
- Quốc sử quán triều Nguyễn, Quốc triều sử toát yếu. Nhà xuất bản Văn học, 2002.
- Nguyễn Đình Đầu, "Địa lý lịch sử Thành phố Hồ Chí Minh", trong Đại chí văn hóa Thành phố Hồ Chí Minh (tập 1). Nhà xuất bản Thành phố HCM, 1987.
- Huỳnh Minh, Gia Định xưa. Nhà xuất bản Văn hóa - Thông tin, 2006.